# Muddy Pool
Der Muddy Pool ist ein Wasserlauf in Cumbria, England. Er entsteht westlich von Seatle und beschreibt einen Bogen, in dem er zunächst in nördlicher Richtung fließt, um dann am Rande von Seatle nach Süden zu schwenken. Er fließt in südlicher Richtung bis zu seiner Mündung in den River Eea am nördlichen Rand von Cartmel.